# Fonte Q

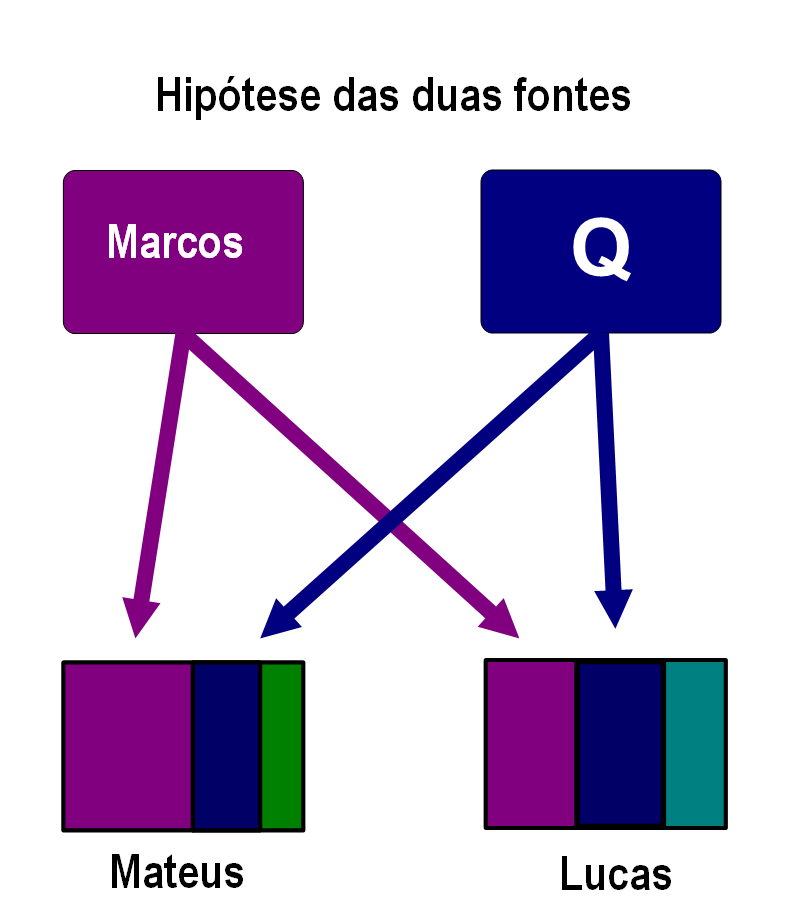
A maioria dos estudiosos modernos concorda que Lucas e Mateus utilizaram o Evangelho de Marcos e uma hipotética fonte conhecida como Q.

A fonte Q (também conhecida como documento Q ou apenas Q, sendo que a letra "Q" é uma abreviatura da palavra quelle que, em língua alemã, significa "fonte") é uma possível fonte usada na redação do Evangelho de Mateus e no Evangelho de Lucas. A fonte "Q" é definida como o material "comum" encontrado em Mateus e Lucas, mas não no Evangelho de Marcos. Este texto antigo supostamente continha a logia ou várias palavras e sermões de Jesus.
Seu conteúdo abrange 225 versículos encontrados nos Evangelhos de Mateus e de Lucas, mas, admite-se que parte de seu texto não foi aproveitado naqueles Evangelhos Canônicos, sendo portanto desconhecida. Os textos narrativos são quase que inexistentes, há apenas três referências a milagres: Cura do Servo do Centurião, aos Sinais Messiânicos Lucas 7:22 e a Exorcismo do Demônio no Mudo. Além disso merecem destaque o fato dessa Fonte não conter a narração da paixão/morte e da ressurreição de Jesus e as fortes semelhanças com o Evangelho de Tomé.
Podendo ser definida também,como o conjunto das sentenças ou de sapiências originais de Jesus, que foram as primeiras anotações dos discípulos e apóstolos mais antigas, que hoje, representa uma fonte de estudos diretamente relacionada à concepção popular das origens cristãs. L. Palhano Jr., em Teologia Espírita, 1.ª Ad., 2001.
Junto com a prioridade de Marcos, a fonte "Q" foi uma hipótese pensada a partir 1900, sendo a partir daí um dos fundamentos de conhecimento do evangelho moderno. O erudito bíblico britânico Burnett Hillman Streeter formulou uma visão amplamente aceita de "Q": era um documento escrito (não uma tradição oral) composto em grego; quase todo o seu conteúdo aparece em Mateus, em Lucas ou em ambos; e que Lucas preservou, mais do que Mateus, a ordem original do texto. Na hipótese das duas fontes, tanto Mateus quanto Lucas teriam usado o Evangelho de Marcos e o documento "Q" como fontes. Alguns estudiosos têm postulado que "Q" é na verdade uma pluralidade de fontes, alguns escritos e alguns provenientes da tradição oral. Outros têm tentado determinar as fases em que "Q" foi composto.
A existência de "Q" por vezes tem sido contestada. Isso porque os estudiosos se perguntam como um documento que deveria ser altamente estimado no cristianismo primitivo, que teria servido de fonte para dois dos Evangelhos canônicos, foi omitido por todos os catálogos da Igreja primitiva, além de não ter sido mencionado por nenhum dos Pais da Igreja. Esta questão continua sendo um dos grandes enigmas da moderna erudição bíblica do Novo Testamento. Apesar dos desafios, a hipótese das duas fontes mantém um amplo apoio.